# 超頻

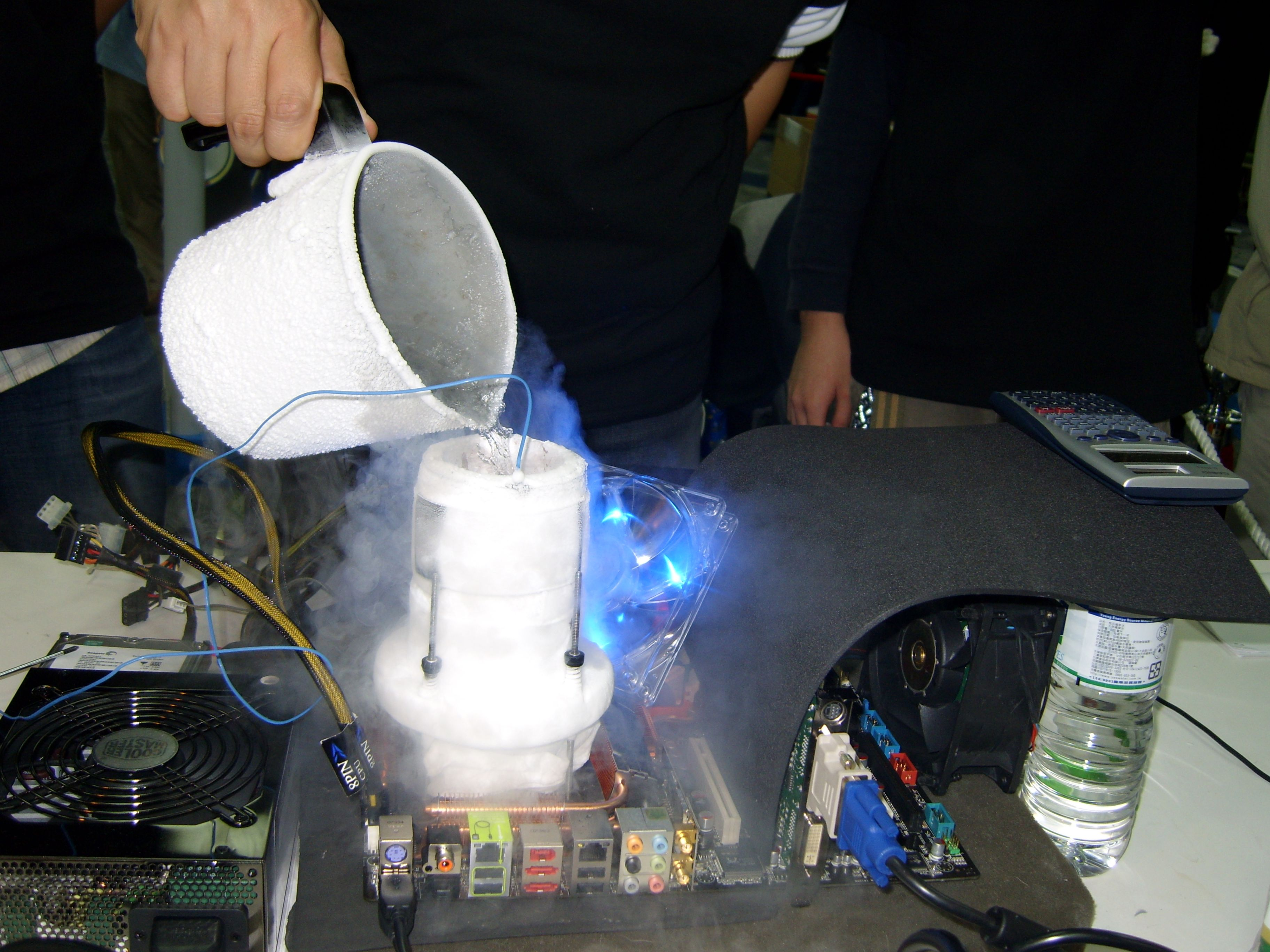
使用液態氮进行極限超頻

超頻（英語：overclocking）是把電子配件的時脈速度提升至高於廠方所定的速度運作，從而提升性能的方法，但此舉有可能導致該配件穩定性下降。

## 目的
超頻活動多為個人電腦的愛好者所喜愛，其目的是把自己的電腦發揮至最強效能。一些用户會購買低階裝置，並把它們的效能超頻至高階裝置的水準。然而更多的人會購買高配置電腦，通過高級散熱系統輔助超頻。而超頻配件與散熱裝置的價格與選擇更成為了超頻發燒友的興趣，他們為追求速度，會把超頻視作一種運動。
超頻除了可以令到自己的電腦硬件速度加快，有些玩家也會視超頻為一種刺激的遊戲，就如在超頻之後未能夠穩定運行，超頻者令用不同的方法，如加電壓、把DRAM的CL（Column Address Strobe latency）值調校等，令到可以穩定運行。在能夠成功超頻超出自己的記錄而穩定運行，會令超頻玩家有一種非正常的玩家的喜悅。很多超頻的玩家都會把自己超頻的成績放到超頻世界記錄資料庫中。

## 用戶
使電腦超頻的通常是個人電腦用戶，使用的電腦大多數是組裝電腦，但亦有電腦生產商生產預設超頻的電腦，例如早年有生產商使用特別散熱系統生產由Athlon 750MHz 超頻至 1000MHz 的電腦，目前的紀錄為Intel i9-14900KS的9117.75MHz。

## 裝置
超頻需要更有效的散熱裝置，包括設計更佳的中央處理器和顯示卡核心晶片的散熱器。以空氣散熱的通常會使用銅製的散熱器及強力風扇，而水冷散熱的效果通常會比空氣散熱更好，因為水的比熱容較大。再高階一點的甚至還有類似冰箱冷卻壓縮機的散熱裝置。但強大的散熱裝置亦需要較大的放置空間。

## 不良影響
超頻的主要後果是會導致系統不穩定、系統溫度升高甚至損毀硬件，有人亦認為即使超頻後能穩定地運作，電子元件的壽命也會縮短，且目前大多數的製造商不會對超頻後所帶來的任何後果提供保固或技術支援。在某些产品线下，超频后将直接丢失保修权利。

## 常被超頻的配件
常被超頻的配件有中央處理器、主機板、顯示卡及主記憶體。

## 散熱方法
- 空氣散熱：使用大型金屬散熱片(以銅最佳)或搭配風扇，將產生的熱能傳導出。有些安裝了壓縮機以加強散熱效果，塔扇就是此方法的成品
- 液體散熱：利用封閉循環的液體(通常是水)，將產生的熱能傳導出。擁有比空氣散熱更為優秀的散熱性能，缺點是液體不能碰到電子元件，通常職業玩家在維護時會仔細檢查管路（多半是橡膠管）有無脆化之可能
- 二相蒸发散热：通常是封闭循环，通过使低温液体在热源附近蒸发来带走热量，然后蒸汽会在循环另一处被压缩机压缩和冷却。原理与空调类似。
- 液氮散熱：被稱為進階版水冷，擁有比液體散熱更好的散熱性能，但是此方法風險較高，而且設備非常昂貴
- 乾冰散熱

## 硬件的超頻限制
由於主要中央處理器生產商均意識到用戶超頻電腦後所導致他們損失的問題，其中一個原因是因為部份買家只會購買比較便宜的產品予以超頻，以得到較貴產品相同或更高的效能，這就衝擊到了較貴產品的銷售。
故Intel率先於生產Pentium MMX時限制了中央處理器的最高倍頻，及後發展至完全鎖定中央處理器的倍頻，使得超頻中央處理器時的難度增加及可超幅度減少。但部份廠商會出售較高價的不鎖定倍頻版CPU供超頻玩家使用，另外僅提供電腦廠商在新產品上市前開發測試用的工程樣品（Engineering Sample）CPU常見不鎖倍頻，但此種CPU極少在一般零售通路販賣。
倍頻限制列表如下：
- Intel
  - Pentium MMX—限定最高倍頻
  - Pentium II—完全鎖定倍頻
  - Pentium III—完全鎖定倍頻
  - Pentium 4/Celeron—完全鎖定倍頻
  - Pentium 4 (Prescott/Cread Mill)/Celeron D—完全鎖定倍頻(有EIST功能的版本則為限制最高倍頻)
  - Pentium 4 Extreme Edition—完全鎖定倍頻
  - Pentium D ( Pentium 4 雙核心版本 Dual Core)  -- 限制最高倍頻
  - Core Duo/Core Solo—限制最高倍頻
  - Pentium Dual Core—限定最高倍頻
  - Celeron Dual Core/Celeron(Conroe-L)—限定最高倍頻
  - Core 2 Solo/Core 2 Duo/Core 2 Quad—限制最高倍頻
  - Core 2 Extreme—不限制倍頻
  - Core i3—限定最高倍頻（型號後接K字尾則不鎖倍頻，如i3-7350K）
  - Core i5—限定最高倍頻（型號後接K字尾則不鎖倍頻，如i5-4690K、i5-6600K、i5-7600K等）
  - Core i7—限定最高倍頻（型號後接K字尾則不鎖倍頻，如i7-4790K、i7-6700K、i7-7700K等）
  - Core i9—限定最高倍頻（型號後接K/X字尾則不鎖倍頻，如i9 9900K、i9-10900K、i9-9940X等）
  - Core i7 Extreme—不限制倍頻（型號後接K/X字尾，如i7-6900K、i7-5960X、i7-6950X等）
- AMD
  - K7--Athlon Slot A 版本—完全鎖定倍頻
  - K7—Athlon Socket 462(Socket A) 版本—完全鎖定倍頻
  - K7--Athlon XP 版本—完全鎖定倍頻，少部份除外
  - K8--Athlon 64/Athlon 64 X2—限制最高倍頻
  - K8--Athlon 64 X2 Black Edition—不限制倍頻
  - K8--Sempron—限制最高倍頻
  - K8--Athlon 64 FX 版本—沒有鎖定倍頻
  - K8--Opteron—限制最高倍頻
  - K10--Athlon X2—限制最高倍頻
  - K10--Athlon X2 Black Edition—不限制倍頻
  - K10--Athlon II—限制最高倍頻
  - K10--Phenom X2/X3/X4—限制最高倍頻
  - K10--Phenom X2/X3/X4 Black Edition—沒有鎖定倍頻
  - K10--Phenom II X2/X3/X4/X6—限制最高倍頻
  - K10--Phenom II X2/X3/X4/X6 Black Edition—沒有鎖定倍頻
  - K10--APU—限制最高倍頻（型號後接K字尾則不鎖倍頻，如A8-3870K）
  - Bulldozer--FX—沒有鎖定倍頻
  - Bulldozer--APU—限制最高倍頻（型號後接K字尾則不鎖倍頻，如A10-6800K）
  - Zen--Ryzen—沒有鎖定倍頻 (Pro 型號限定最高倍頻)
  - Zen--Athlon—限定最高倍頻 (3000G 系列不鎖定倍頻)

## 硬超頻
通過硬件路線超頻，容易鎖定頻率，不受系統影響，但燒毀風險高。例如利用鉛筆的石墨，可以使到某些接口短路，解除倍頻的限制。

## 軟體超頻
使用軟體方法超頻，超頻失敗後可以方便還原。